# Oncidium pubes
Oncidium pubes là một loài phong lan có ở Colombia, đông nam và miền nam Brasil tới đông bắc Argentina.

## Hình ảnh

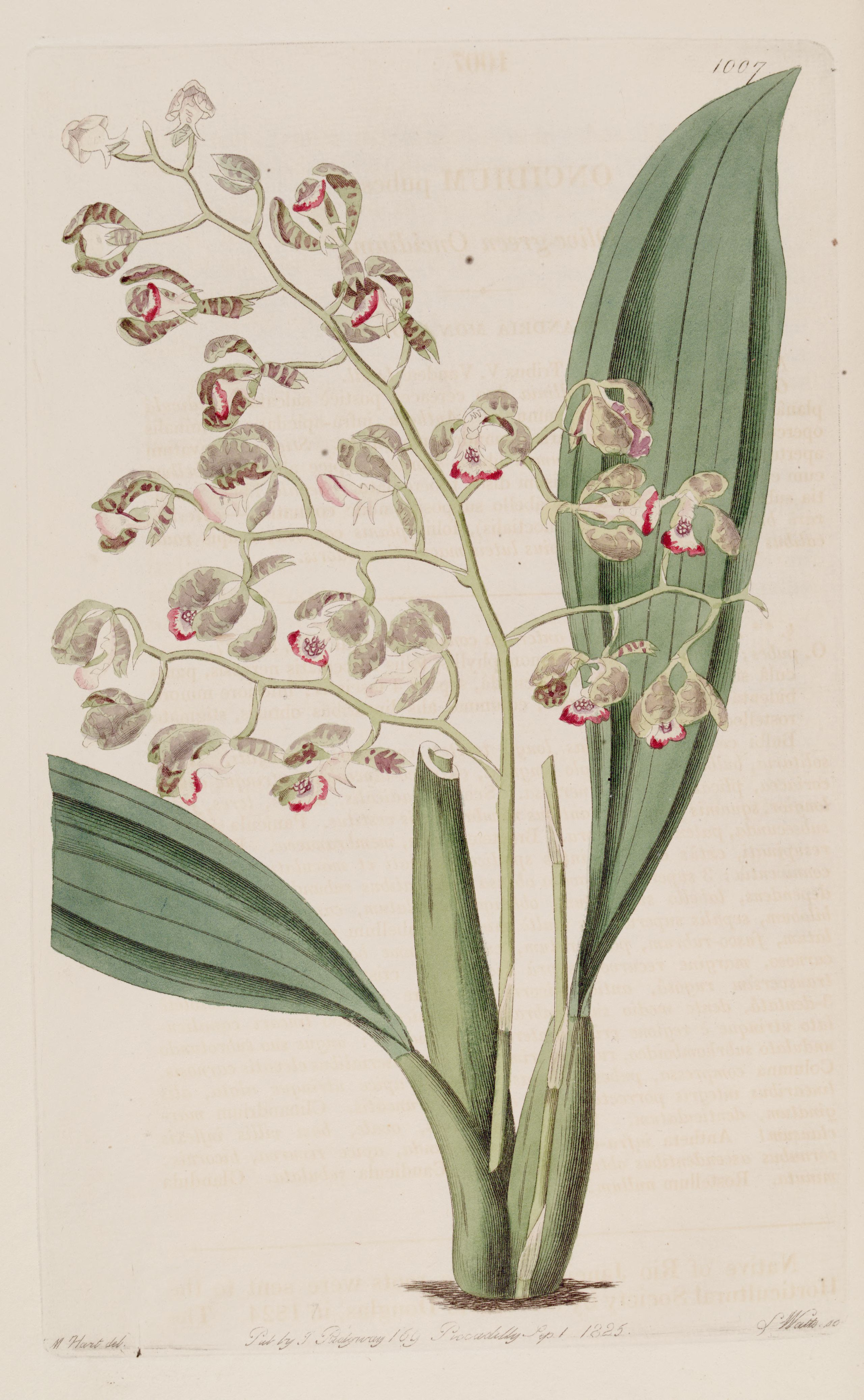